# Sistema Tuy IV
El Sistema Tuy IV es una infraestructura diseñada para el transporte de agua localizada en el norte del país sudamericano de Venezuela, ubicada específicamente en el Estado Miranda, al centro norte del territorio venezolano. El proyecto actualmente en construcción tiene prevista su finalización en 2015, año en el cual se convertirá en el mayor acueducto nacional. Abarca diversas obras incluyen 14 kilómetros de recorrido, un embalse artificial sobre el río Cuira y 72 kilómetros de tuberías. Además incluye una red eléctrica y diversas infraestructuras de impacto social. Cuando sea terminado abastecerá de agua a cinco millones de personas del Distrito Capital y de los estados Vargas y Miranda, complementando al sistema Tuy III.